# Tý
Tý (子) là một trong số 12 chi của Địa chi, thông thường được coi là địa chi thứ nhất. Do sử dụng thiên can địa chi có tính tuần hoàn nên có thể coi đứng trước nó là Hợi, đứng sau nó là Sửu.
Tháng Tý trong nông lịch là tháng một âm lịch (thường quen đọc là tháng mười một). Lý do là khi lịch pháp Trung Hoa đã tương đối ổn định vào thời nhà Chu thì tháng đầu tiên của năm là tháng này. Đến cuối năm Nguyên Phong thứ 7 (104 TCN) thì Hán Vũ Đế mới quyết định từ năm sau đổi niên hiệu thành Thái Sơ và nhân thể lấy tháng Dần làm chánh nguyệt (tháng bắt đầu) của năm, khi ông cho áp dụng lịch Thái Sơ. Tháng Tý luôn luôn phải chứa ngày đông chí.
Về thời gian thì giờ Tý tương ứng với khoảng thời gian từ 23:00 ngày hôm trước tới 01:00 ngày hôm sau trong cách ghi 24 giờ mỗi ngày.
Về phương hướng thì Tý chỉ phương chính bắc.
Theo Ngũ hành thì Tý tương ứng với Thủy, theo thuyết Âm-Dương thì Tý là Dương.
Tý mang ý nghĩa là tăng thêm, chỉ trạng thái manh nha của phôi mầm hạt giống thực vật trong khoảng thời gian này tại các vĩ độ ôn đới thấp và nhiệt đới (khoảng giữa mùa đông theo quan điểm của người Á Đông).
Để tiện ghi nhớ hoặc là do sự giao thoa văn hóa nên mỗi địa chi được ghép với một trong 12 con giáp. Tý tương ứng với chuột.
Trong lịch Gregory, năm Tý là năm mà chia cho 12 dư 4.

## Các can chi Tý
- Giáp Tý
- Bính Tý
- Mậu Tý
- Canh Tý
- Nhâm Tý